# Sycoscapter monilifer
Sycoscapter monilifer är en stekelart som beskrevs av John Obadiah Westwood 1883. Sycoscapter monilifer ingår i släktet Sycoscapter och familjen fikonsteklar. Inga underarter finns listade i Catalogue of Life.